# Evasive Space
Evasive Space é um jogo eletrônico de ação de ficção científica desenvolvido pela High Voltage Software e publicado pela Akinai Games. Foi lançado na América do Norte em 16 de fevereiro de 2009.

## O jogo
Evasive Space é um jogo de ação em 3D que utiliza a engine Quantum3.